# Reza Deghati
Reza Deghati (* 26. července 1952 Tabríz) je íránský fotograf žijící ve Francii. Věnuje se zpravodajství ze světových konfliktů, je známý také svou filantropickou činností. Své práce podepisuje jako Reza.

## Biografie
Narodil se v ázerbájdžánské rodině v Tabrízu, vystudoval architekturu na Teheránské univerzitě. Za íránské islámské revoluce působil jako reportér pro časopis Newsweek, v roce 1981 z politických důvodů emigroval a usadil se v Paříži. Pracoval pro Agence France-Presse a od roku 1991 pro National Geographic Magazine, provozuje také vlastní fotografickou agenturu Webistan. Jako novinář navštívil více než sto zemí, jeho tvorba bývá řazena k proudu humanistické fotografie. Působil jako poradce Organizace spojených národů pro obnovu Afghánistánu, založil organizaci Aina, podporující vzdělávání afghánských žen a dětí, působí také v humanitární nadaci Ashoka. Roku 2013 zorganizoval v táboře pro syrské uprchlíky v iráckém Kawergosku projekt „Hlasy exilu“, který učí děti zaznamenávat svůj život pomocí fotografií.

## Ocenění
Jeho reportáž z libanonské občanské války získala roku 1983 druhou cenu v soutěži World Press Photo. Dětský fond Organizace spojených národů mu roku 1996 udělil Cenu naděje za portréty dětí z Rwandy. Roku 2005 obdržel francouzský řád za zásluhy, roku 2006 Cenu knížete asturského a roku 2009 čestný doktorát American University of Paris. Je také držitelem Infinity Awards v oboru fotožurnalismu.